# 王之幹
王之幹，贵州黎平人，清政治人物、進士出身。
嘉慶十四年（1809年）清仁宗五旬己巳恩科進士，三甲一百三名，后官山西陽高縣知縣。